# Say Hello to Sunshine
Albums de Finch
What It Is to Burn
(2002) Finch (EP)
(2008)
Singles
1. Bitemarks and Bloodstains

Say Hello to Sunshine est le deuxième album du groupe de post-hardcore américain Finch, publié le 6 juin 2005 chez Drive-Thru Records et Geffen Records.
Le nom de l'album  est tiré d'un passage de la chanson Ravenous. Cet album marque un changement important pour le groupe par rapport à What It Is to Burn. Say Hello to Sunshine offre un son plus "hard", plus complexe, plus sombre parfois, avec davantage de "scream", et se voit totalement dénué du côté un peu "pop punk" que l'on retrouvait dans des chansons telles que "Letters To You". Cette nouvelle direction musicale a d'ailleurs provoqué le départ du batteur Alex Pappas, remplacé par Marc Allen. L'album a donc reçu des avis mitigés. Beaucoup de fans furent déçus de la tournure que prenait le groupe et restaient attachés au son parfois plus "pop" et plus "simpliste" de What It Is To Burn. S'attendant peut-être à un album similaire au précédent, certains n'apprécièrent pas l'évolution musicale du groupe, tandis que d'autres furent séduits, et que Finch s'attira un public différent.[réf. souhaitée]
Supposé être le dernier album de Finch après leur split un an plus tard, il n'en sera rien.

## Liste des chansons
Toutes les chansons sont écrites et composées par Finch.
| No  | Titre                        | Durée |
| --- | ---------------------------- | ----- |
| 1.  | Insomniatic Meat             | 4:24  |
| 2.  | Revelation Song              | 3:22  |
| 3.  | Brother Bleed Brother        | 3:41  |
| 4.  | A Piece of Mind              | 3:05  |
| 5.  | Ink                          | 3:35  |
| 6.  | Fireflies                    | 3:28  |
| 7.  | Hopeless Host                | 4:19  |
| 8.  | Reduced to Teeth             | 3:53  |
| 9.  | A Man Alone                  | 4:16  |
| 10. | Miro                         | 3:13  |
| 11. | Ravenous                     | 2:39  |
| 12. | Bitemarks and Bloodstains    | 4:39  |
| 13. | The Casket of Roderick Usher | 1:50  |
| 14. | Dreams of Psilocybin         | 3:53  |